# Johnny Yong Bosch
Johnny Yong Bosch (Kansas City, 6 gennaio 1976) è un artista marziale, attore, doppiatore e musicista statunitense di origini asiatiche.

## Biografia
Nato a Kansas City (Missouri), Johnny Yong Bosch è cresciuto a Garland (Texas). Suo padre era un soldato dell'esercito, ed ha incontrato sua madre mentre stazionava in Corea del Sud. Johnny è interessato alle arti marziali fin dalla tenera età, ispirato da film di arti marziali e Bruce Lee. Egli stesso le ha insegnate in un primo momento, seguendo l'arte di Lee e Jackie Chan. Quando era giovane, a sua detta, veniva ridicolizzato molto, diventando così un bullo, ma ha fatto un cambiamento in meglio dopo aver studiato il Kung Fu. Oltre ad essersi formato nelle arti marziali, vincendo diversi concorsi, ha giocato a calcio. Ancora, attore e doppiatore, fa anche parte di una band musicale, Eyeshine, all'interno di cui è scrittore, cantante e chitarrista.

## Filmografia
- Adam Park / 2º Black Ranger in Power Rangers
- Adam Park / Green Ranger in Power Rangers Zeo
- Adam Park / Green Ranger in Power Rangers Turbo
- Adam Park / Black Morphin Ranger in Power Rangers in Space
- Adam Park / Black Morphin Ranger in Power Rangers Operation Overdrive

James Napier Robertson
Drama:
Invincible (2018)
The Walking Dead (2019)

## Doppiaggi di anime
- Lelouch Vi Britannia in Code Geass: Lelouch of the Rebellion, Code Geass: Lelouch of the Re;surrection, Code Geass: Rozè of the Recapture
- Julius Kingsley in Code Geass: Akito the Exiled
- Jonathan Joestar in Jojo Bizzarre Adventure
- Ichigo Kurosaki in Bleach e i film
- Vash the Stampede in Trigun, Trigun: Badlands Rumble e Trigun Stampede
- Renton Thurston in Eureka Seven, Eureka Seven - Il film: Good Night, Sleep Tight, Young Lovers e Eureka Seven AO
- Genma Shiranui, Akio, Sagi, Shigure, Shibire e Gen'yumaru in Naruto
- Sasori, Genma Shiranui, Yagura, Leo, Shoseki e Nurui in Naruto Shippuden
- Ryogi in Boruto: Naruto Next Generations
- Itsuki Koizumi in La malinconia di Haruhi Suzumiya, La scomparsa di Haruhi Suzumiya e La scomparsa di Yuki Nagato
- Yukio Okumura in Blue Exorcist
- Giyu Tomioka in Demon Slayer: Kimetsu no yaiba
- Shotaro Kaneda in Akira (doppiaggio Animaze)
- Tōji Suzuhara in Neon Genesis Evangelion (doppiaggio Netflix)
- Lio Fotia in Promare
- Nathan Adams in Yo-kai Watch
- Dracomon, Kokuwamon, Wendigomon e Turuiemon in Digimon Fusion Battles
- Takeru Takaishi in Digimon Adventure tri.
- Artemis in Sailor Moon (doppiaggio Studiopolis), Sailor Moon R (doppiaggio Studiopolis), Sailor Moon R The Movie - La promessa della rosa (doppiaggio Studiopolis), Sailor Moon S (doppiaggio Studiopolis), Sailor Moon S The Movie - Il cristallo del cuore (doppiaggio Studiopolis), Sailor Moon SuperS (doppiaggio Studiopolis), Sailor Moon SS The Movie - Il mistero dei sogni (doppiaggio Studiopolis), Sailor Moon Sailor Stars, Pretty Guardian Sailor Moon Crystal e Pretty Guardian Sailor Moon Eternal - Il film
- Zora e voci addizionali in Black Clover
- Haruo Yaguchi in Hi Score Girl
- Nobita Nobi in Doraemon (serie animata 2005) e Doraemon - Il film
- Yuji "Saku" Sakurai in Beck: Mongolian Chop Squad
- Takaki Tōno in 5 cm al secondo (doppiaggio Bang Zoom! Entertainment)
- Brock in Pokémon: Le origini
- Sabo in One Piece e One Piece: Stampede - Il film
- Doyle e Samwan Kaioh in Baki
- Ryo Inaba in Kengan Ashura
- 13, Tsujino e Miyamoto in Dorohedoro
- Eiji e Bandou in Fairy Tail
- Ryunosuke Uryū in Fate/Zero
- Shinjiro Nagita e Shiro Byakko in Kill la Kill
- Makoto Tachibana in Free!
- Dearka Elsman in Mobile Suit Gundam SEED
- Orga Itsuka in Mobile Suit Gundam: Iron-Blooded Orphans
- Wamu in Devilman Crybaby
- Rossiu Adai in Sfondamento dei cieli: Gurren Lagann
- Daisuke Ono in Lucky Star
- Johnny in Space Dandy
- Nine in My Hero Academia: Heroes Rising
- Lujon in Fullmetal Alchemist
- Sanada Yukimura in Sengoku Basara, Sengoku Basara: The Last Party e Sengoku Basara: End of Judgement
- Yūsaku Kitamura in Toradora!
- Shinsuke in Samurai Champloo
- Scimmia in Case File nº221: Kabukicho
- Baam Venticinquesimo in Tower of God
- Kento Hinode in Miyo - un amore felino
- Akane Yanagi in HoriMiya
- Saruhiko Fushimi in K
- J.D. in Ghost in the Shell: Stand Alone Complex
- Masataka Takayanagi in Inferno e Paradiso
- Cress Albane in Tales of Phantasia: The Animation
- Aiden Field in Violet Evergarden
- Shirase in Bungo Stray Dogs
- Star e voci addizionali in Cagaster of an Insect Cage
- Seiichiro Shingyouji in Number 24
- Reiji in Karas
- Akio in Burst Angel
- Hiroyuki Tokumori in Paradise Kiss
- Kyutaro Hoshino in Planetes
- Frontier Setter in Expelled from Paradise
- Mamoru Aikawa in High-Rise Invasion
- Ranmaru e voci addizionali in Yasuke

## Doppiaggi di serie animate
- Kirtash in Memorie di Idhun
- Dante in Devil May Cry

## Doppiaggi videoludici
- Joshua Bright in The Legend of Heroes: Trails in the Sky, The Legend of Heroes: Trails in the Sky SC, The Legend of Heroes: Trails in the Sky the 3rd , The Legend of Heroes Trails of Cold Steel IV e The Legend of Heroes: Trails Into Reverie
- Yu Narukami e Tohru Adachi in Persona 4, Persona 4 Arena, Persona 4 Arena Ultimax, Persona Q: Shadow of the Labyrinth, Persona 4: Dancing All Night, BlazBlue: Cross Tag Battle e Persona 5 Royal
- Hajime Hinata in Danganronpa 2: Goodbye Despair e Danganronpa V3: Killing Harmony
- Sanada Yukimura in Sengoku Basara Samurai Heroes
- Gray Gilbert in Growlanser III: The Dual Darkness
- Kraad, Masato, Roland, Seluvia e Xehnon in Valkyrie Profile 2: Silmeria
- Kuhn e NeroNero in .hack//G.U. vol 1//Rebirth, .hack//G.U. Vol.2//Reminisce e .hack//G.U. Vol. 3//Redemption
- Nero in Devil May Cry 4, Devil May Cry 5, Teppen, Devil May Cry: Peak of Combact
- Troy Burrows / Red Megaforce Ranger in Power Rangers Megaforce e Power Rangers Super Megaforce
- Nick Russell / Mystic Force Red Ranger, Zeo Red Ranger / Oliver e Adam Park / Mighty Morphin Black Ranger in Power Rangers Super Megaforce
- Pat (adulto) e Rion Steiner in Galerians: Ash
- Renton Thurston in Eureka Seven Vol 2: The New Vision
- Ven in Baten Kaitos Origins
- Firion in Dissidia Final Fantasy, Dissidia 012 Final Fantasy, World of Final Fantasy e Dissidia Final Fantasy NT
- Voce addizionale in Xenosaga Episode I: Der Wille zur Macht
- Broly (DBS) in Dragon Ball FighterZ
- Rantaro Amami in Danganronpa V3: Killing Harmony
- Bumblebee in Transformers: War for Cybertron
- Masumi Arakawa (giovane) e voci addizionali in Yakuza: Like a Dragon
- Iron Fist e voci addizionali in Marvel: La Grande Alleanza 3: L'Ordine Nero
- Kung Jin in Mortal Kombat X
- Takt in Omega Quintet
- Yang in Super Street Fighter IV: Arcade Edition
- Zero in Marvel vs. Capcom 3: Fate of Two Worlds, Ultimate Marvel vs. Capcom 3, Marvel vs. Capcom: Infinite, Super Smash Bros. Ultimate e Teppen
- Guy Cecil in Tales of the Abyss
- Rush Skyes in The Last Remnant
- Ur in Avalon Code
- Nathan Adams e Hovernyan in Yo-kai Watch e Yo-kai Watch 2
- Tokio e Mondo (bambino) in Killer is Dead
- Xiba in Soulcalibur V
- Ichigo Kurosaki in Bleach: The Blade of Fate, Bleach: Shattered Blade, Bleach: Dark Souls, Bleach: The 3rd Phantom e Bleach: Soul Resurrección
- Archie Wallace in Catherine e Catherine: Full Body
- Olifen in Eternal Poison
- Yuki in Grandia III
- Shinjiro Taiga in Sakura Wars: So Long, My Love
- Almaz von Almandine Adamant in Disgaea 3: Absence of Justice
- Emil Castagnier in Tales of Symphonia: Dawn of the New World
- Iksel Jahn in Atelier Rorona: The Alchemist of Arland
- Tatsumi in Ar tonelico Qoga: Knell of Air Ciel
- Peter Rietz e Iksei Jahn in Atelier Totori: The Adventurer of Arland
- Peter Rietz in Atelier Meruru: The Apprentice of Arland
- Ranun Etts in Atelier Ayesha: The Alchemist of Dusk
- Awin Sidelet in Atelier Escha & Logy: Alchemists of the Dusk Sky
- Delta Lanthonoir in Ar nosurge: Ode to an Unborn Star
- Kurosawa in Binary Domain
- James in The Walking Dead: L'ultima stagione
- Torian Cadera e voci addizionali in Star Wars: The Old Republic
- Bal'Dinn in Guardians of the Galaxy: The Telltale Series
- Staccato in Eternal Sonata
- Juto e Elgar in MagnaCarta 2
- Genma Shiranui in Naruto: Ninja Destiny, Naruto: Ultimate Ninja 3 e Naruto Shippuden: Ultimate Ninja Storm 3
- Sasori in Naruto Shippuden Legends: Akatsuki Rising, Naruto Shippuden: Clash of Ninja Revolution 3, Naruto: Ultimate Ninja Heroes 3, Naruto: Ultimate Ninja, Naruto Shippuden: Ultimate Ninja Storm Generations, Naruto Shippuden: Ultimate Ninja Storm 3, Naruto Shippuden: Ultimate Ninja Storm Revolution e Naruto Shippuden: Ultimate Ninja Storm 4
- Yagura in Naruto Shippuden: Ultimate Ninja Storm 3, Naruto Shippuden: Ultimate Ninja Storm Revolution e Naruto Shippuden: Ultimate Ninja Storm 4
- Crais Sewell in Mimana Iyar Chronicle
- Seto in Fragile Dreams: Farewell Ruins of the Moon
- Dragon Knight e Onyx in Kamen Rider: Dragon Knight
- Guren Nash / Bravenwolf in Tenkai Knights: Brave Battle
- Keaton in Til Mornings Light
- Voci addizionali in Shenmue III, Final Fantasy VII Remake, Dirge of Cerberus: Final Fantasy VII, Saints Row: The Third, Red Faction: Armageddon e Final Fantasy Type-0 HD

## Doppiaggi di serie live-action
- Rodrigo Velilla in Violetta
- Guillaume Arnault in Marseille
- Tomoya Warabino in Ultraman Blazar
- Kento Kaku in Like a Dragon: Yakuza

## Doppiatori italiani
Nelle versioni in italiano nelle opere in cui ha recitato, Johnny Yong Bosch è stato doppiato da:
- Patrizio Prata in Power Rangers, Power Rangers - Il Film, Power Rangers Zeo, Turbo Power Rangers - Il Film, Power Rangers  Turbo, Power Rangers In Space, Power Rangers Operation Overdrive